# Four-on-the-floor

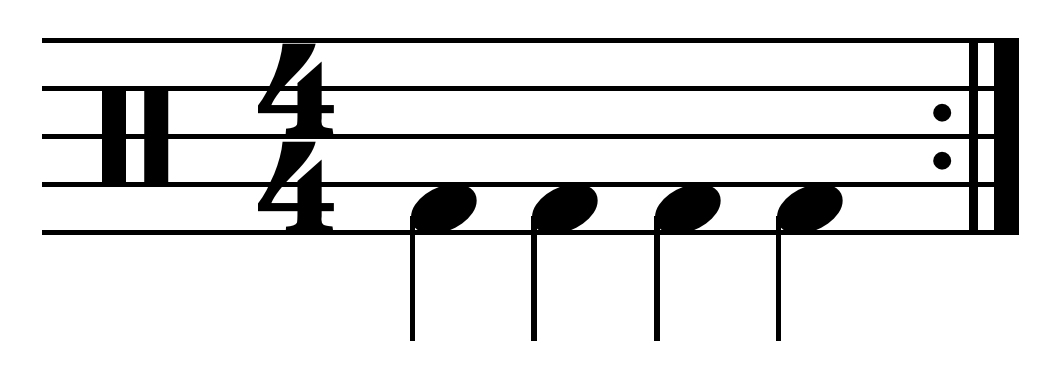
Pattern four-on-the-floor sulla grancassa (o)

Four-on-the-floor (o four-to-the-floor) è un modello ritmico utilizzato particolarmente nella musica disco e EDM. Si tratta di un tempo in 4/4 costante e uniformemente accentato, in cui la grancassa è colpita a ogni beat per la maggior parte del brano. Questo ritmo è stato reso popolare nella musica disco degli anni 1970 e l'espressione four-on-the-floor fu ampiamente utilizzata in quel periodo. Talvolta l'espressione è utilizzata per riferirsi alla ritmica in 4/4 per qualsiasi percussione. L'espressione italiana è cassa-in-4 ed a volte cassa dritta, chiodo o martello in 4.

## Utilizzo
Questo beat è una parte importante della struttura ritmica di più stili di electronic dance music, in particolare quelli derivati dalla musica house e techno.
Una forma di four-on-the-floor è anche utilizzata nelle percussioni jazz.
Anziché colpire la grancassa in maniera marcata e quindi facilmente udibile, spesso è colpita molto leggermente (feathering) in modo che il suono del tamburo sia semplicemente avvertito, senza attrarre l'attenzione dell'ascoltatore. In genere, ciò è abbinato a un piatto ride e hi-hat in sincope. Quando il ritmo è tenuto da uno strumento a corda (chitarra ritmica, banjo), tutte e quattro le battute della misura sono suonate con downstrokes identici.
Nelle percussioni della musica reggae, la grancassa di solito è colpita alla terza battuta, ma a volte può essere suonata anche in four-on-the-floor. Ad esempio, Sly Dunbar degli Sly & Robbie fu uno dei batteristi reggae a suonare soprattutto seguendo questo stile. Anche Carlton Barrett dei Bob Marley & The Wailers suonava in four-on-the-floor molte canzoni dei Wailers come Is This Love e Exodus. Può essere inoltre ritrovato in generi moderni derivati proprio dal raggae, come la dancehall.